# NK Mladost Donji Proložac
NK Mladost je nogometni klub iz Donjeg Prološca. U sezoni 2019./20. se natječe u 1. ŽNL Splitsko-dalmatinska.
Osnovan je kao nogometna sekcija FD Mladost. U sezoni 1997./98. zvao se NK Mladost – Imotska krajina, a od sezone 1998./99. NK Imotska krajina. Godine 2002. preimenovan je u Mladost.

## Vanjske poveznice
- NK Mladost iz Prološca na Facebook